# 约翰·斯科特·麦克罗伯茨
约翰·斯科特·麦克罗伯茨（英語：John Scott McRoberts，1962年9月14日—），加拿大男子帆船运动员。他曾代表加拿大参加1996年和2008年夏季残疾人奥林匹克运动会帆船比赛，获得一枚金牌和一枚铜牌。